# 小行星2763
小行星2763（2763 Jeans）是一颗围绕太阳公转的小行星。1982年7月24日，愛德華·鮑威爾在可可尼诺县发现了此天体。
該小行星以英國物理學家、天文學家和數學家詹姆士·金斯命名。
这颗小行星的绝对星等为34.03354等。